# Enciclopèdia de l'Esport Català
|  | «EEC» redirigeix aquí. Vegeu-ne altres significats a «Campionat d'Europa d'enduro (EEC)». |

L'Enciclopèdia de l'Esport Català (EEC) és una enciclopèdia sobre l'esport català, impulsada per la Secretaria General de l'Esport de la Generalitat de Catalunya i el Grup Enciclopèdia Catalana. Inclou esportistes, dirigents i periodistes de l'esport català així com entitats que han protagonitzat la història esportiva catalana: clubs, federacions i organismes, També inclou les principals instal·lacions, competicions i esdeveniments esportius. La enciclopèdia té cinc volums amb al voltant de 13.000 entrades i també disposa de la versió web.
Ha estat dirigida per l'historiador Carles Santacana i editada per Roser Pubill i Mariona Cabana, participant en l'equip assessor Maria L. Berasategui, Romà Cuyàs, Miquel de Moragas, Xavier Pujadas i Josep Lluís Vilaseca.